# ألبرت بويل لويس
ألبرت بويل لويس (بالإنجليزية: Albert Buell Lewis)‏ هو عالم إنسان أمريكي، ولد في 21 يونيو 1867 في كليفتون في الولايات المتحدة، وتوفي في 10 أكتوبر 1940 في شيكاغو في الولايات المتحدة.